# General Paz (departement)
General Paz is een departement in de Argentijnse provincie Corrientes. Het departement (Spaans:  departamento) heeft een oppervlakte van 2.634 km² en telt 14.775 inwoners.

## Plaatsen in departement General Paz
- Caá Catí (Nuestra Señora del Rosario de Caá Catí)
- Costa Santa Lucía
- Itá Ibaté
- Lomas de Vallejos
- Palmar Grande
- Tacuaral